# Infanta (Pangasinán)
Infanta  (Bayan ng  Infanta) es un municipio filipino de tercera categoría, situado en la isla de Luzón y perteneciente a la provincia de Pangasinán en la Región Administrativa de Ilocos, también denominada Región I.

## Geografía
Municipio situado en el límite de las provincias de Pangasinán y de Zambales.

## Barangays
El municipio  de Infanta se divide, a los efectos administrativos, en 13 barangayes o barrios, conforme a la siguiente relación:
| - Bamban - Batang - Bayambang | - Cato - Doliman - Fátima | - Maya - Nangalisan - Nayom | - Pita - Población - Potol - Babuyan |  |

## Administración
- Alcalde  Noel A Nácar, sustituye a Ruperto M. Martínez.
- Vicealcalde  Alethea M Baraan.[4]

## Historia
El barrio de San Juan pertenecía al municipio vecino de Santa Cruz de Zambales, llamado San Juan en honor a santo patrón, San Juan Evangelista. Geográficamente, limitaba al norte con el río Bayambang, al este con los montes Zambales, al sur con el río Nayom y al oeste con el Mar  del Oeste de Filipinas.
El 4 de octubre de 1876 Infanta fue organizado como municipio llamado de San Felipe. La Población,  sede del gobierno local, se encuentra en el bario de  Nangalisan.
Durante la ocupación estadounidense, el gobierno local de La Infanta fue encabezada sucesivamente por los siguientes alcaldes o presidentes municipales: José Millora, Silvino Millora, Leodegario Maya, Manuel Millora, Manuel Montano, Anastacio Millora, Filoromo Mirador, Benigno Quinitio, Lázaro Madarang, Tomas Balagtas, Pedro Meru, Mirador y Pedro Antonio Mirador.

### Incorporación a Pangasinán
El 7 de noviembre de 1903, durante la ocupación estadounidense, la parte norte de Zambales fue incorporada a la provincia de Pangasinán.
Concretamente los municipios de  Alaminos, Dasol, Bolinao, Anda, San Isidro de Putot, Bani, Agno e Infanta.

## Lugares de interés
En la iglesia parroquial católica del barrio de Cato se venera la imagan de Nuestra Señora del Santo Rosario